# Reale (singolo)
Reale è un singolo del cantautore italiano Alberto Urso, pubblicato il 27 giugno 2025.

## Descrizione
Il brano, scritto dallo stesso cantautore con Giuseppe Anastasi, è prodotto da Tawgs Salter. ed è un tributo visivo alla città natale dell'artista, Messina.

## Video musicale
Il video musicale, diretto da Fabrizio Conte e girato a Messina, è stato pubblicato il 4 luglio 2025 attraverso il canale YouTube del cantautore.

## Tracce
Testi di Alberto Urso, musiche di Alberto Urso, Giuseppe Anastasi e Walter Sacripanti.
1. Reale – 3:03